# Kellogg School of Management
Kellogg School of Management (také: Kellogg School nebo Kellogg) je obchodní škola Northwestern University v Evanstonu, Illinois, s dalšími kampusy v centru Chicaga a Miami. Kellogg School nabízí prezenční a distanční magisterské programy a doktorské studium. Má uzavřené partnerství s univerzitami v Číně, Francii, Singapuru, Indii, Hongkongu, Izraeli, Německu, Kanadě a Thajsku.
Studenti zde mohou získat tituly v Master of Business Administration (MBA), Ph.D., stejně jako MMM (MBA a Master of Design Innovation) a JD-MBA (kombinace MBA a právního doktorátu).

## Historie
Kellogg School byl založen v roce 1908, původně jako Škola Obchodu, na Northwestern University jako jeden z 16 zakládajících členů Sdružení pro Advance Collegiate Schools of Business, organizace, která ve Spojených státech nastavila akreditační standardy pro obchodní školy. Kellogg hrál proto později i zásadní roli v zavedení Graduate Management Admission Test, standardizovaného vstupního testu pro MBA programy. Členové fakulty významně přispívají do oblastí jako je marketing a teorie rozhodování. Walter Dill Scott, jeden z průkopníků aplikované psychologie, pomohl v prvním desetiletí 20. století zavést jeden z prvních kurzů v oblasti marketingu.
V roce 1919 byl děkanem jmenován Ralph E. Heilman, absolvent Northwestern University, který obdržel jeho doktorát na Harvardu. Následujícího roku, zavedl Kellogg postgraduální program, který později změnil v Master of Business Administration. V prvních dvou letech do něj nastoupilo téměř 400 studentů.
V roce 1951 začal Kellogg začal nabízet vzdělávací kurzy pro manažery. Úspěch programu nakonec vedl k jeho přemístění do Evropy, kde od roku 1965 nabízel podobný program v Bürgenstocku ve Švýcarsku. V roce 1976 škola rozšířila své manažerské vzdělávání v Evanstonu, když zavedla Executive Management Program (EMP, dnes známý jako Executive MBA program). Rozhodujícím mezníkem bylo otevření James L. Allen Center, budovy v níž probíhají manažerské vzdělávací programy. Vize děkana Donald P. Jacobse (ve funkci od roku 1975 až do roku 2001; na fakultě ve finančním oddělení, od roku 1957) byla finančně podpořena významnými manažery z oblasti Chicaga, zejména, Jamese L. Allena, absolventa Kelloggu a spoluzakladatele poradenské firmy Booz Allen Hamilton. Po položení základního kamene v roce 1978 se Allen Center otevřel 31. října 1979.
V roce 1956 se instituce přejmenovala na School of Business, v roce 1969 na Graduate School of Management. Změny odrážely také rostoucí poptávku po manažerech, kteří disponovali jako analytickými, tak i behaviorální dovednostmi. Vzdělávání se na škole přeorientovalo spíše na rozvoj obecných manažerských dovedností než na specifické funkční dovednosti. Tato změna ve směru vzdělávání také způsobila, že titul MBA v roce 1969 škola nahradila za MM (Master of Management). Teprve o tři dekády později se Kellogg vrátil k titulu MBA.
V roce 1979 se škola po daru $10 milionů daru od Johna L. Kellogga přejmenovala na J. L. Kellogg Graduate School of Management. Další finanční prostředky umožnily škole významně rozšířit výzkum a výukové aktivity. Přibyla tři stálá profesorská místa, dvě hlavní centra pro interdisciplinární výzkum, čtyři výzkumné profesorské pozice a studentské centrum. V roce 2001 byl název školy zkrácen na Kellogg School of Management. 
V červnu 2009, Kellogg oznámil, že Dipak C. Jain, po osmi letech v úřadu jako děkan vrací do funkce profesora. . V září 2009 převzal dočasně jeho pozici Sunil Chopra, bývalý Senior Associate Dean v oblasti kurikula a výuky, zatímco fakulta začala s hledáním trvalého nástupce. Později ve stejném roce byla oznámena stavba nová budovy Kellogg School. Nová budova Kellogg Global Hub se nachází na Jezeře Michigan. Dokončení stavby proběhlo na konci roku 2016.

## Význam
Kellogg patří mezi přední světové obchodní školy a dosahuje vysokých hodnocení v žebříčcích BusinessWeek, US News & World Report, The Economist Intelligence Unit a dalších médií.
The Economist ohodnotil v roce 2017 Kellogg School jako jako 1. obchodní školu celosvětově pro prezenční MBA studium. Distanční MBA program byl v BusinessWeek hodnocen jako 1. místě ve Spojených státech. Absolventi z Kellogg School of Management zaujímají vedoucí pozice v mezinárodních společnostech, neziskových organizacích, vládách a akademických institucích po celém světě.